# 同倫

图中的两条虚线相对于它们的端点是同伦的。动画表示了一种可能的同伦。

同伦在數學和拓撲學上描述了兩個對象間的「連續變化」。两个定义在拓扑空间之间的连续函数，如果其中一个能“连续地形变”为另一个，则这两个函数称为同伦的。这样的形变称为两个函数之间的同伦。同伦的一个重要的应用是同倫群和上同伦群的定义，它们是代数拓扑中重要的不变量。
事实上，在特定的空间中应用同伦还有一些技术上的困难。代数拓扑学家一般使用紧生成空间、CW复形或谱。

## 定义

两个将环面映射到R^{3}的嵌入之间的同伦：“咖啡杯的表面”与“甜甜圈的表面”。这也是一个同痕的例子。

給定兩個拓撲空間 {\displaystyle X\,\!} 和 {\displaystyle Y\,\!}。考慮兩個連續函數 {\displaystyle f,\,g\,:\,X\rightarrow Y\,\!}，若存在一個定义在空间 X 与单位区间 [0,1] 的积空间上的連續映射 {\displaystyle H\,:\,X\times [0,1]\rightarrow Y\,\!} 使得：
- {\displaystyle \forall x\in X,\,H(x,0)=f(x)\,\!}
- {\displaystyle \forall x\in X,\,H(x,1)=g(x)\,\!}

則稱{\displaystyle H}是 {\displaystyle f,\,g}之间的一个同倫:183。
如果我们将 H 的第二个参数当作时间，这样 H 相当于描述了一个从 f 到 g 的连续形变：0 时刻我们得到函数f，1 时刻我们得到函数 g。
我们也可以将第二个参数视作一个可以滑动的“控制条”，当控制条从0滑动至1时，函数 f 平滑地转变为函数 g，反之亦然。
另一種觀點是：對每個{\displaystyle x\in X\,\!}，函數 {\displaystyle H\,\!} 定義一條連接 {\displaystyle f(x)\,\!} 與 {\displaystyle g(x)\,\!}的路徑：
{\displaystyle \gamma _{x}\,:\,[0,1]\rightarrow Y,\,t\mapsto H(x,t)\,\!}
右侧的循环动画展示了两个嵌入R3中的环面之间的同伦。X 是环面，Y 是 R3。f，g 是从环面到
R3的连续函数，当动画开始时，f 把环面映射为嵌入的甜甜圈的表面。g 把环面映射为嵌入的咖啡杯表面。动画展示了ht(x)作为时间的函数时的图像。每一次循环中，时间 t 从 0 变成 1，暂停一会，又从 1 变成 0。

### 性质
当且仅当存在同伦 H 将 f 变换为 g时，称连续函数 f 和 g 是同伦的。同伦是 X 到 Y 上所有的连续函数之间的一种等价关系:184。以下情形中，同伦关系满足函数的复合：
如果 f1, g1 : X → Y 是同伦的，并且 f2, g2 : Y → Z 是同伦的，则他们的复合 f2 ∘ f1 与 g2 ∘ g1 : X → Z 也是同伦的。

## 例子
例一：取 {\displaystyle X=\mathbb {R} \,\!}, {\displaystyle Y=\mathbb {R} \,\!}, {\displaystyle f(x)=1\,\!} 及 {\displaystyle g(x)=-1\,\!}。則{\displaystyle f\,\!} 與 {\displaystyle g\,\!} 透過下述函數在 {\displaystyle Y\,\!} 中同倫。
{\displaystyle H(x,t)=1-2t\,\!}
（注意到此例子不依賴於變數 {\displaystyle x}，通常並非如此。）
註：「在{\displaystyle Y}中同倫」的說法提示一個重點：在例一中若將{\displaystyle Y=\mathbb {R} \,\!}代為子空間{\displaystyle Y'=\mathbb {R} ^{*}\,\!}，則雖然{\displaystyle f\,\!} 與 {\displaystyle g\,\!}仍取值在{\displaystyle Y'\,\!}，但此時它們並不同倫。此點可藉中間值定理驗證。
例二：取{\displaystyle X=[0,1]\,\!},{\displaystyle Y=\mathbb {C} \,\!},{\displaystyle f(x)=e^{2i\pi x}\,\!} 及 {\displaystyle g(x)=0\,\!}。则{\displaystyle f\,\!}描繪一個以原點為圓心的單位圓； {\displaystyle g\,\!}停在原點。{\displaystyle f\,\!} 與 {\displaystyle g\,\!} 透過下述連續函數同倫：
{\displaystyle H(x,t)=(1-t)e^{2i\pi x}\,\!}
幾何上來看，對每個值{\displaystyle t\,\!}，函數{\displaystyle h_{t}(x)=H(x,t)\,\!}描繪一個以原點為圓心，半徑 {\displaystyle 1-t} 的圓。

## 相對同倫
為定義高階基本群，必須考慮相對於一個子空間的同倫概念。這是指能在不變動該子空間的狀況下連續變化，正式定義是：設{\displaystyle f,g:X\rightarrow Y}是連續函數，固定子空間 {\displaystyle K\subset X}；若存在前述同倫映射 {\displaystyle H:X\times [0,1]\rightarrow Y}，滿足：
- {\displaystyle H(x,0)=f(x),H(x,1)=g(x)}
- {\displaystyle \forall k\in K\;H(k,t)=f(k)=g(k)}

則稱 {\displaystyle f,g} 相對於 {\displaystyle K} 同倫。若取 {\displaystyle K=\emptyset }，則回到原先的同倫定義。

## 空間的同倫等價
給定兩個拓撲空間{\displaystyle E\,\!} 與 {\displaystyle F\,\!}，我們稱之同倫等價（或稱具相同倫型），当且仅当存在兩個連續映射{\displaystyle f\,:\,E\rightarrow F\,\!}與{\displaystyle g\,:\,F\rightarrow E\,\!}，使得：
- {\displaystyle g\circ f\,\!} 同倫到 {\displaystyle E\,\!} 的恆等映射 {\displaystyle \mathrm {id} _{E}}。
- {\displaystyle f\circ g\,\!} 同倫到 {\displaystyle F\,\!} 的恆等映射 {\displaystyle \mathrm {id} _{F}}。

同胚蘊含同倫，反之則不然，詳見以下例子：
例三：
- 一個平面上的圓或橢圓同倫等價到{\displaystyle \mathbb {C} ^{*}\,\!}，即去掉一點的平面。
- 線段{\displaystyle [a,b]\,\!}、閉圓盤及閉球間兩兩同倫等價，它們皆同倫等價於一個點。

同倫等價是個拓撲空間之間的等價關係。許多代數拓撲學裡的性質均在同倫等價下不變，包括有：單連通、同調群及上同調群等等。

## 同痕
同痕（Isotopy）是同倫的加細版；我們進一步要求所論的函數{\displaystyle f\,:\,X\rightarrow Y\,\!} 和 {\displaystyle g\,:\,X\rightarrow Y\,\!} 是嵌入，並要求兩者間可用一族嵌入映射相連。
定義如此：{\displaystyle f\,\!} 與 {\displaystyle g\,\!}被稱為同痕的，若且唯若存在連續映射{\displaystyle H\,:\,X\times [0,1]\rightarrow Y\,\!}使之滿足：
- {\displaystyle \forall x\in X,\,H(x,0)=f(x)\,\!}
- {\displaystyle \forall x\in X,\,H(x,1)=g(x)\,\!}
- 對所有{\displaystyle t\in [0,1]\,\!}，映射{\displaystyle h_{t}(x)=H(x,t)\,\!}是個嵌入映射。

同痕的概念在紐結理論中格外重要：若兩個結同痕，則我們視之相等；換言之，可以在不使結扯斷或相交的條件下彼此連續地變形。